# Emmen
Para la ciudad suiza véase Emmen (Lucerna).
Emmen es un municipio de la provincia de Drenthe en los Países Bajos. Su capital se encuentra en la localidad homónima.
En enero de 2014 el municipio contaba con una población de 108 003 habitantes ocupando una superficie de 346,25 km², de los que 9,85 km² corresponden a la superficie ocupada por el agua, con una densidad de población de 321 hab/km². Por su extensión es el mayor municipio de la provincia de Drenthe, situado en gran parte sobre la casi extinguida turbera de Bourtangermoeras. Lo forman trece núcleos de población principales de los que el mayor, Emmen, tenía el 1 de enero de 2014 una población de 56 931 habitantes.

## Deportes
La ciudad alberga al club de fútbol FC Emmen que compite en la segunda categoría del fútbol nacional, la Eerste Divisie. Su estadio es el denominado De Oude Meerdijk Stadion con aforo superior a 8000 espectadores.
Además, este municipio fue sede de la Copa Mundial de Fútbol Juvenil de 2005, competición en la que la Selección Argentina obtuvo el título.

## Galería

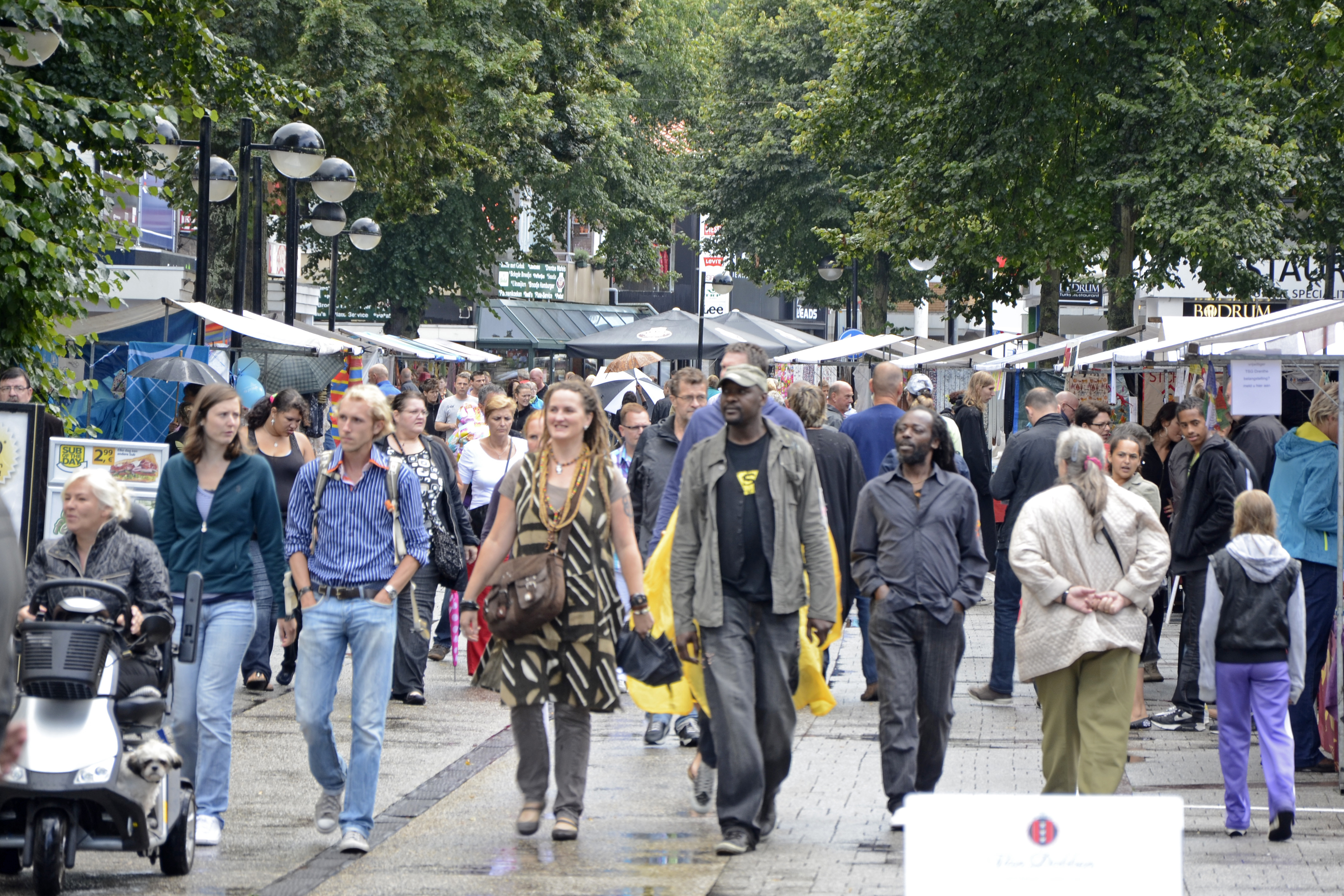
Centro
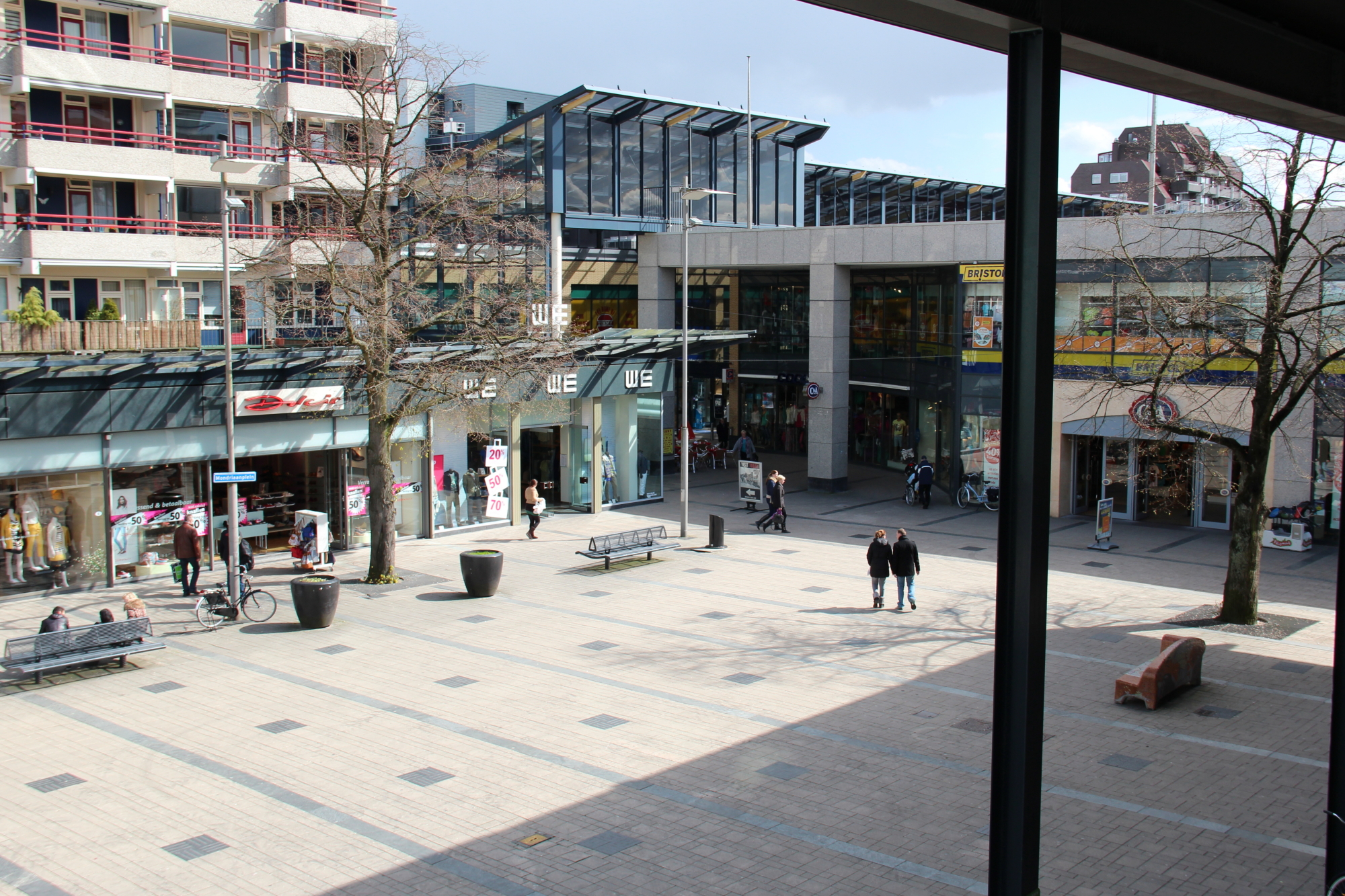
Centro
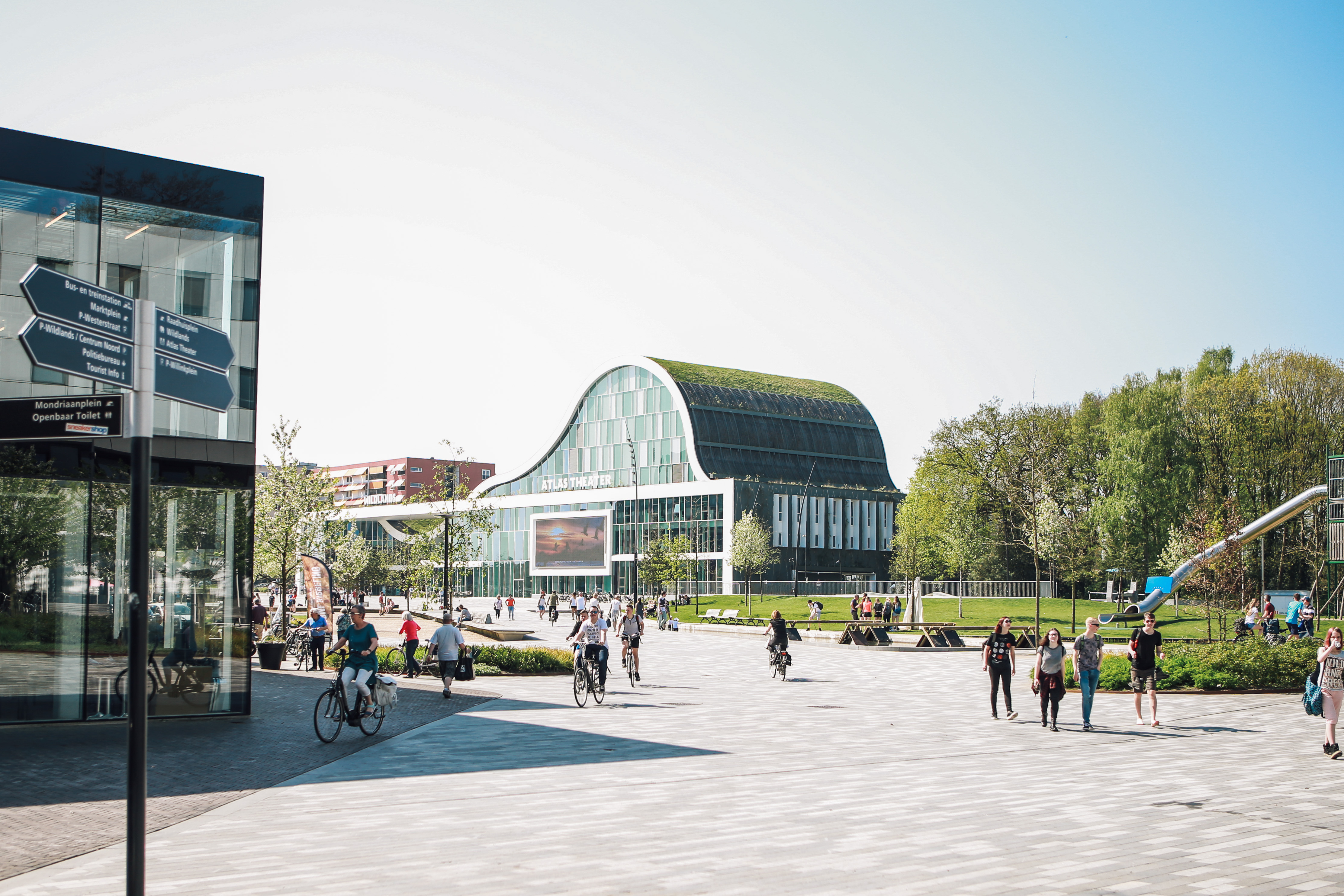
Centro
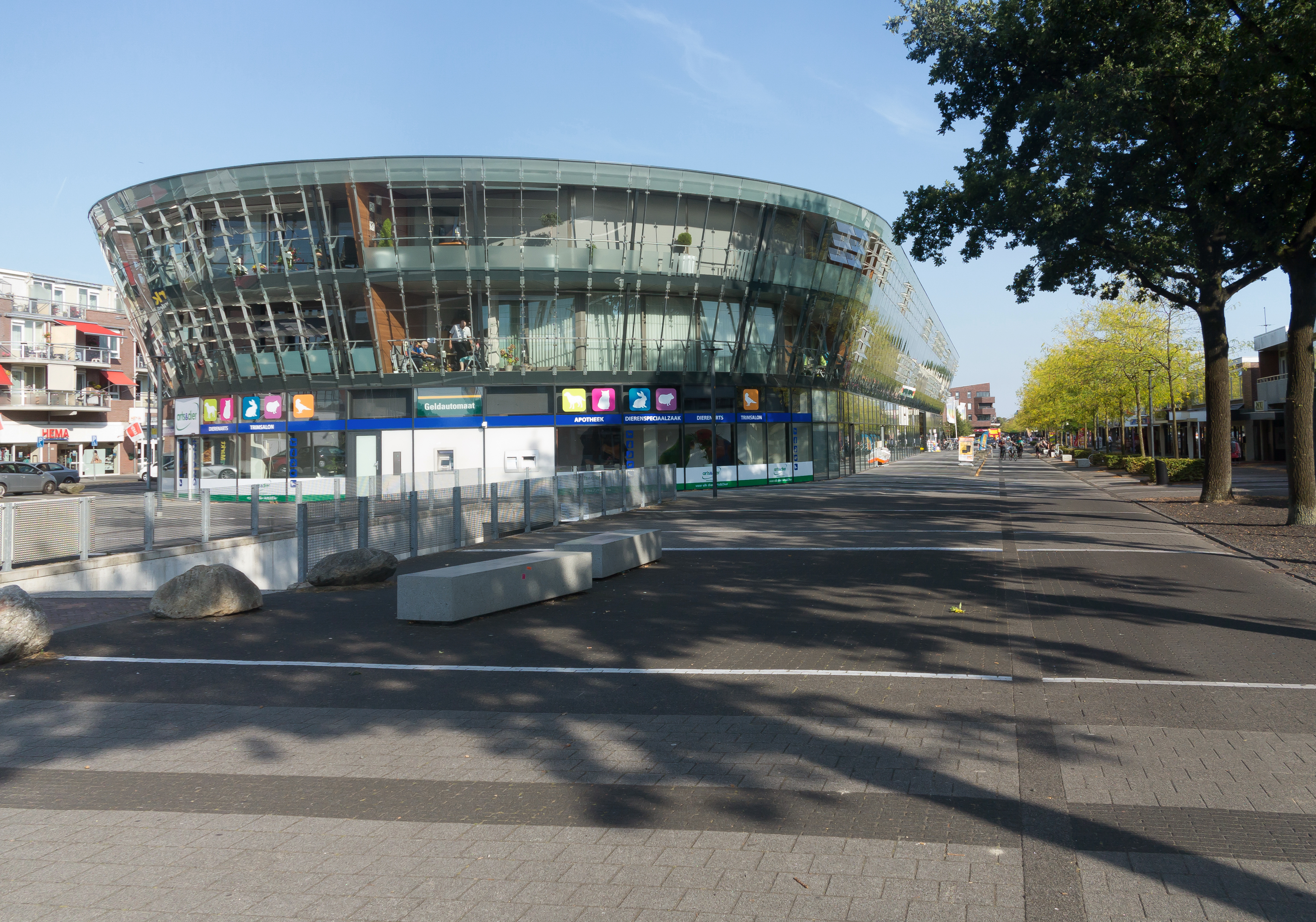
Klazienaveen
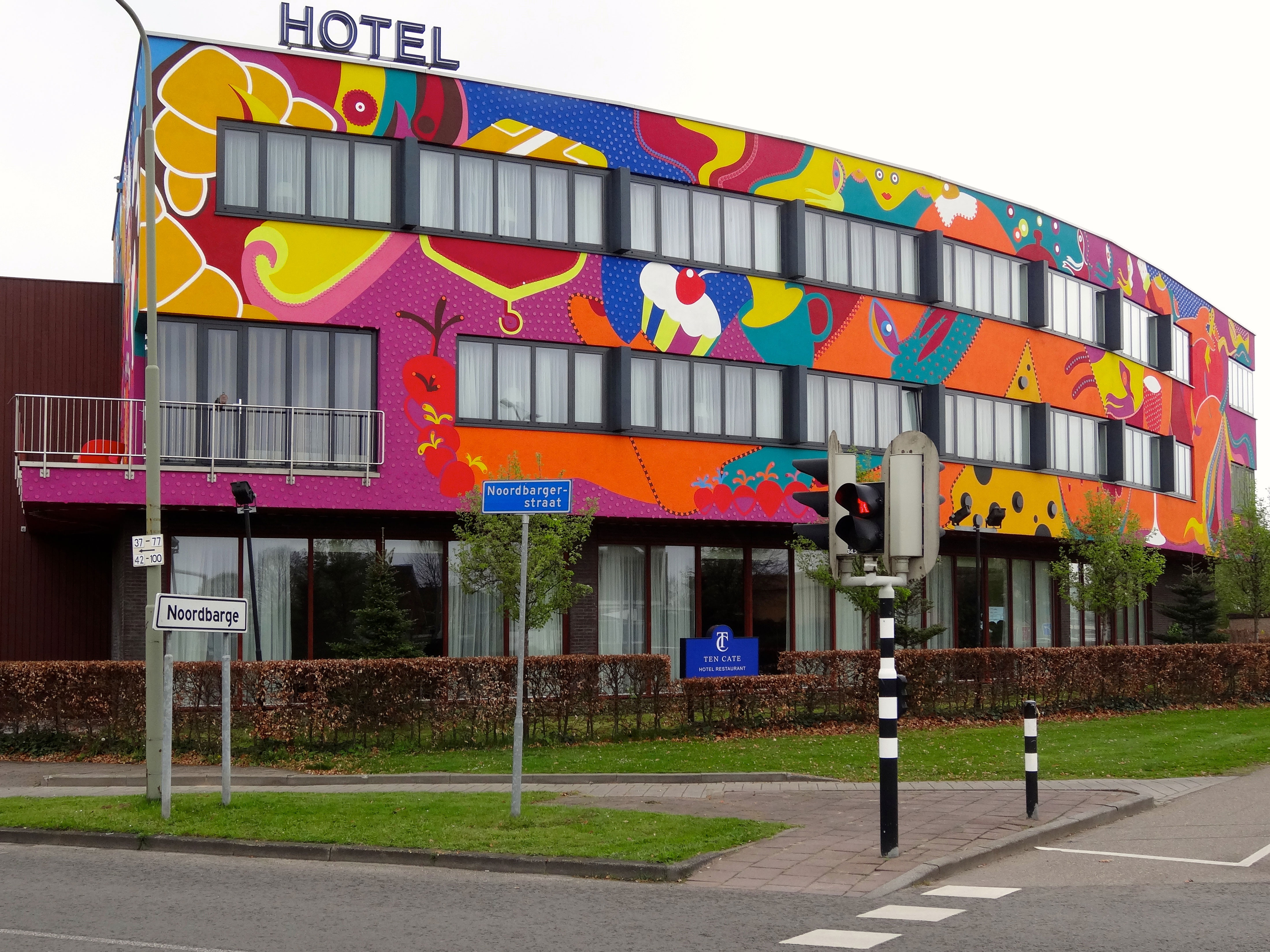
Ten Cate
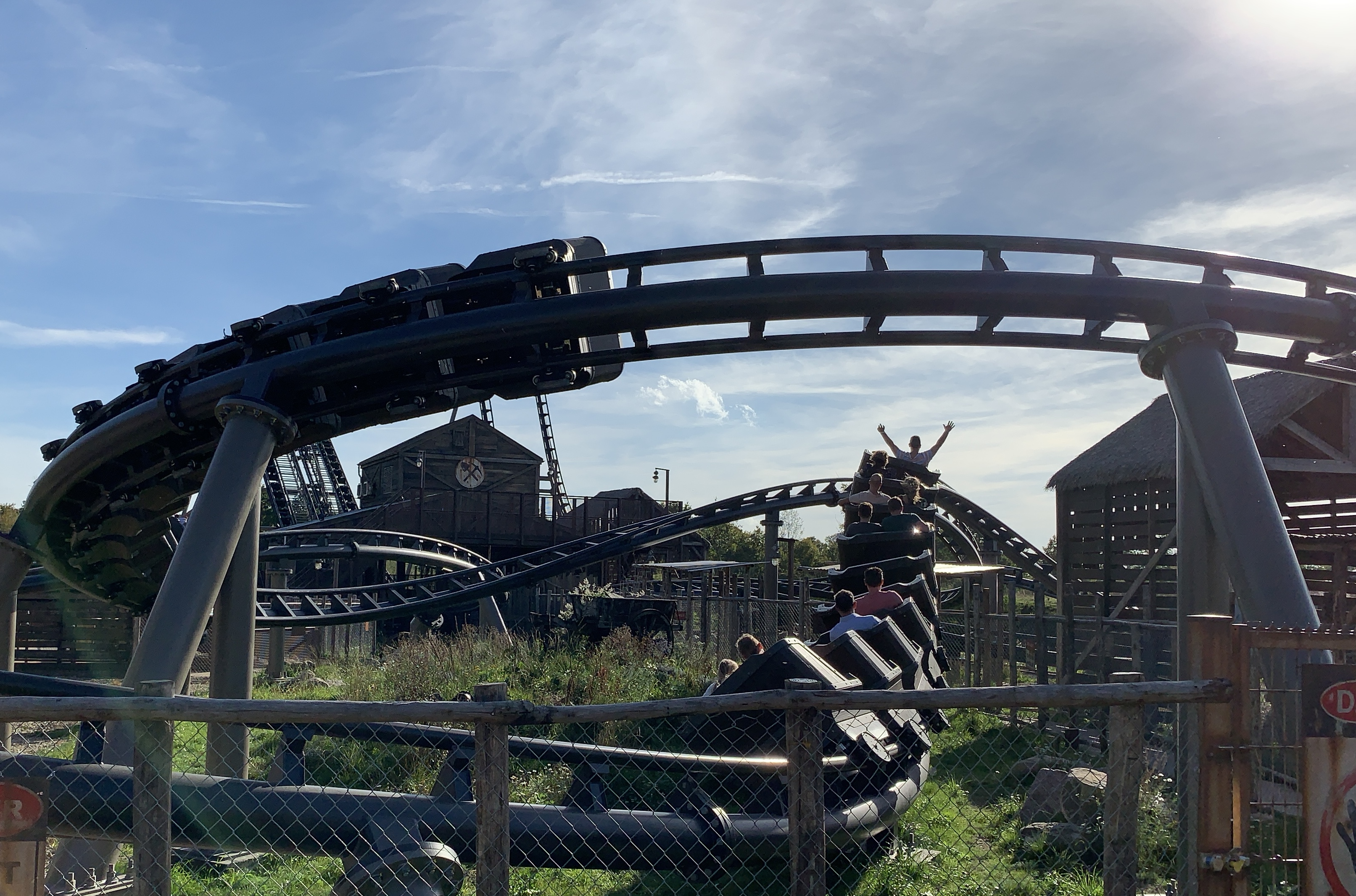
Wildlands Adventure Zoo
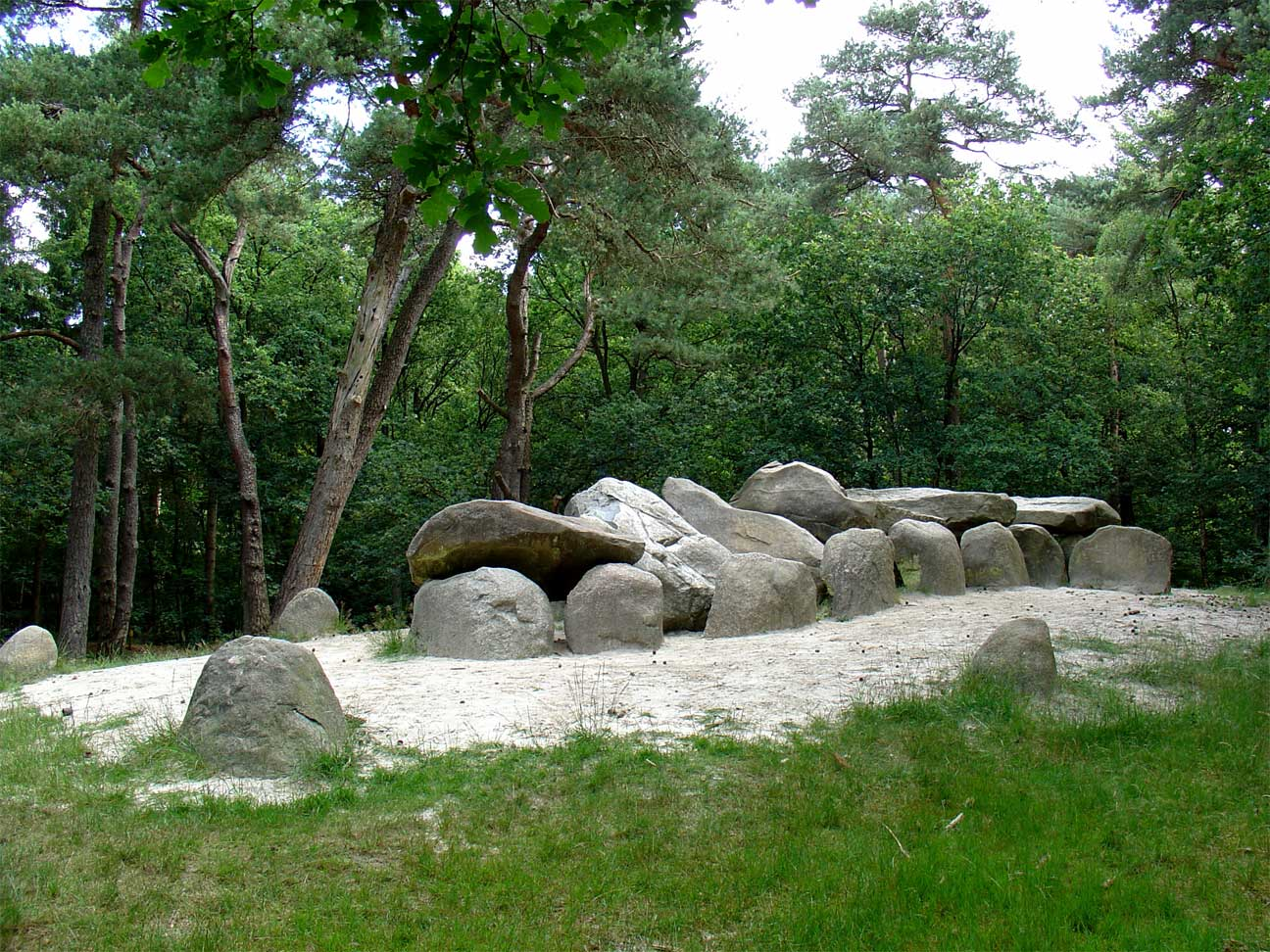
Dolmen, Emmerdennen
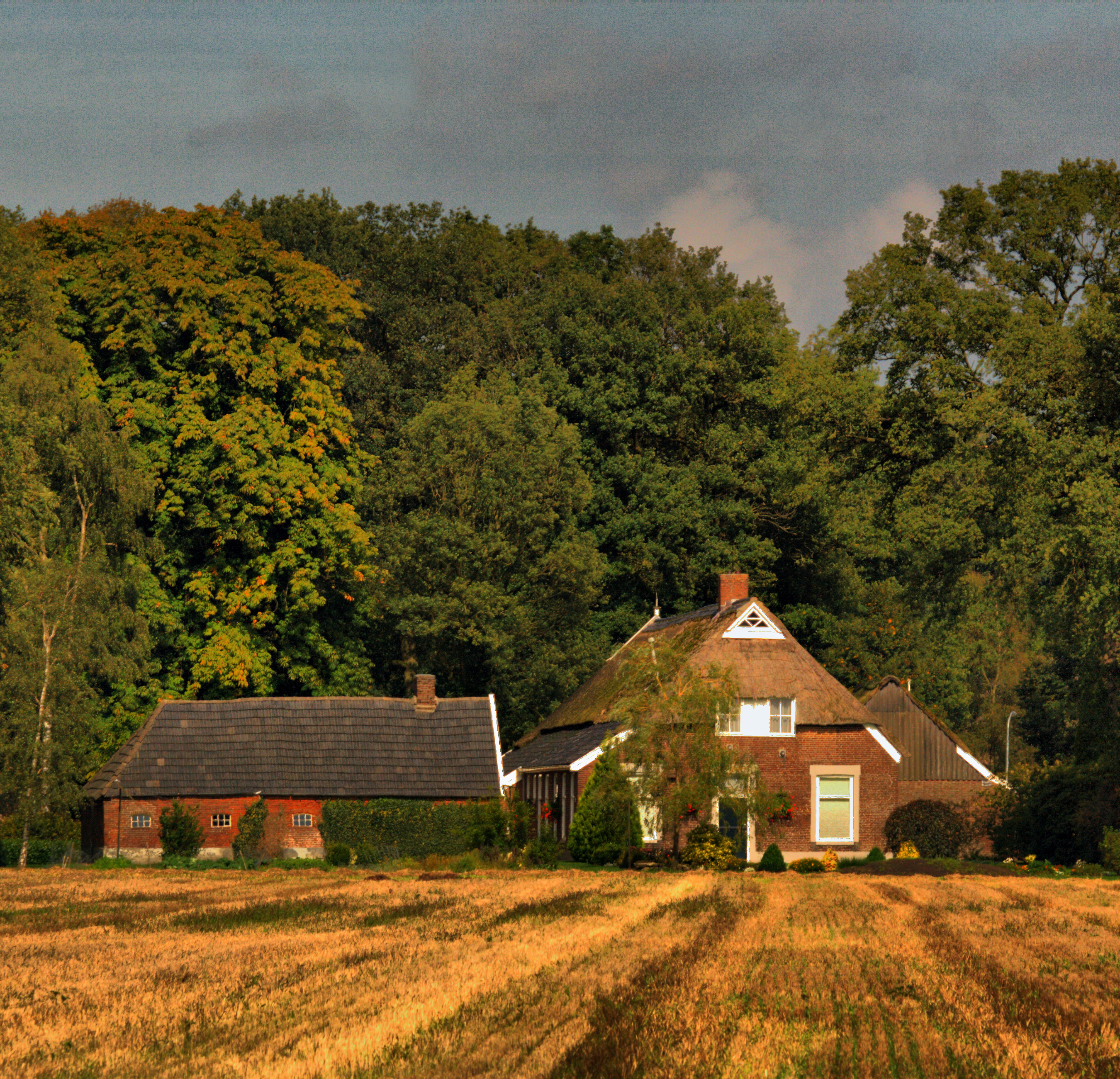
Zuidbarge
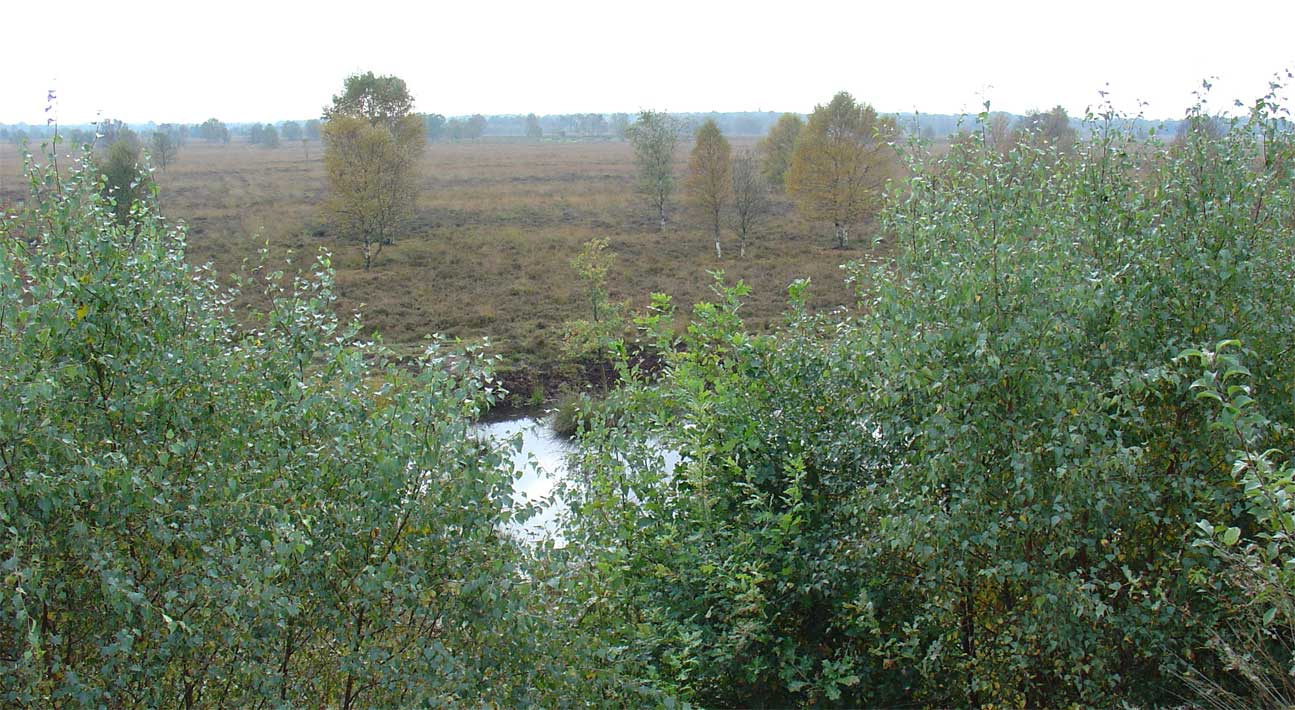
Bargerveen
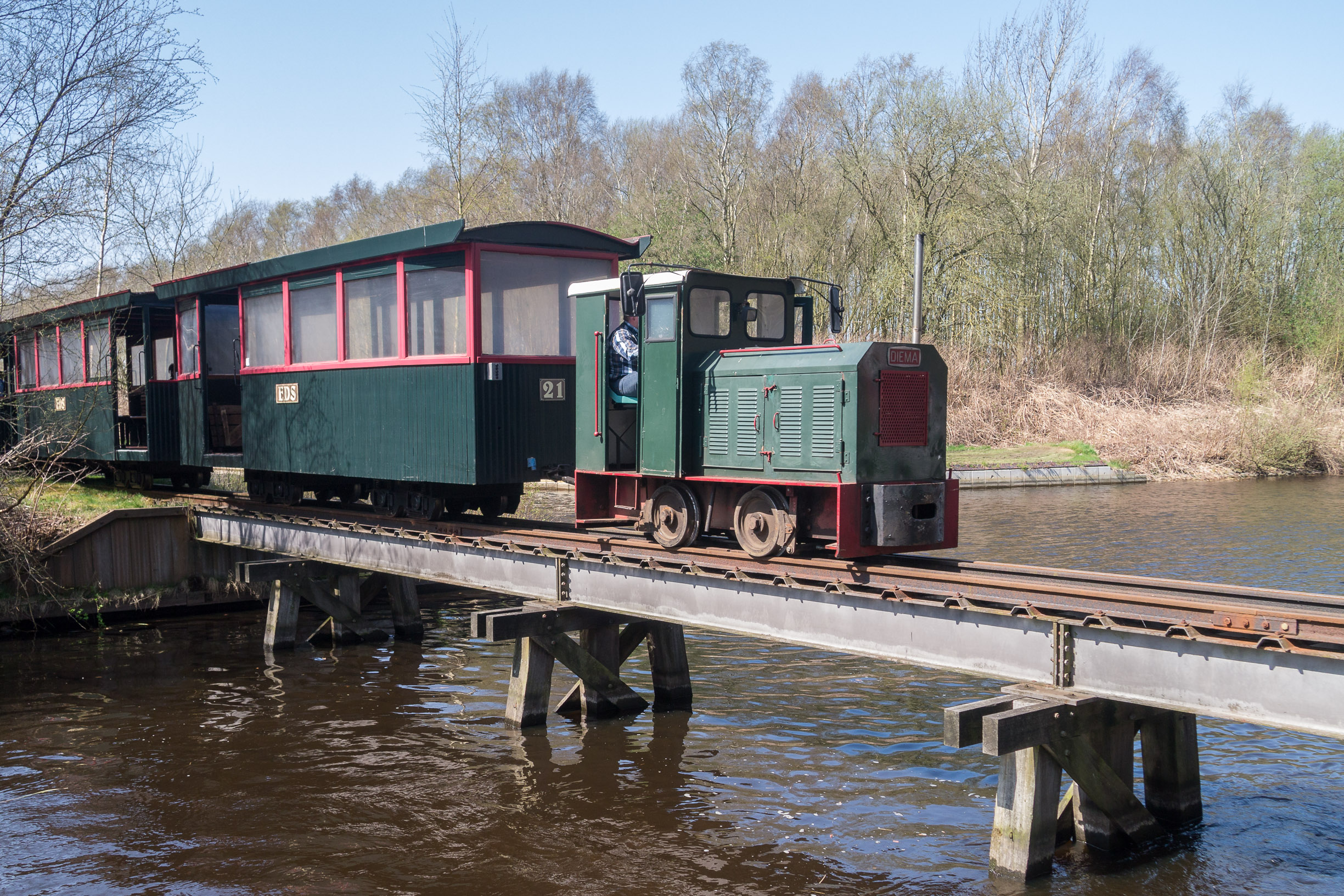
Turbera Museum Parque
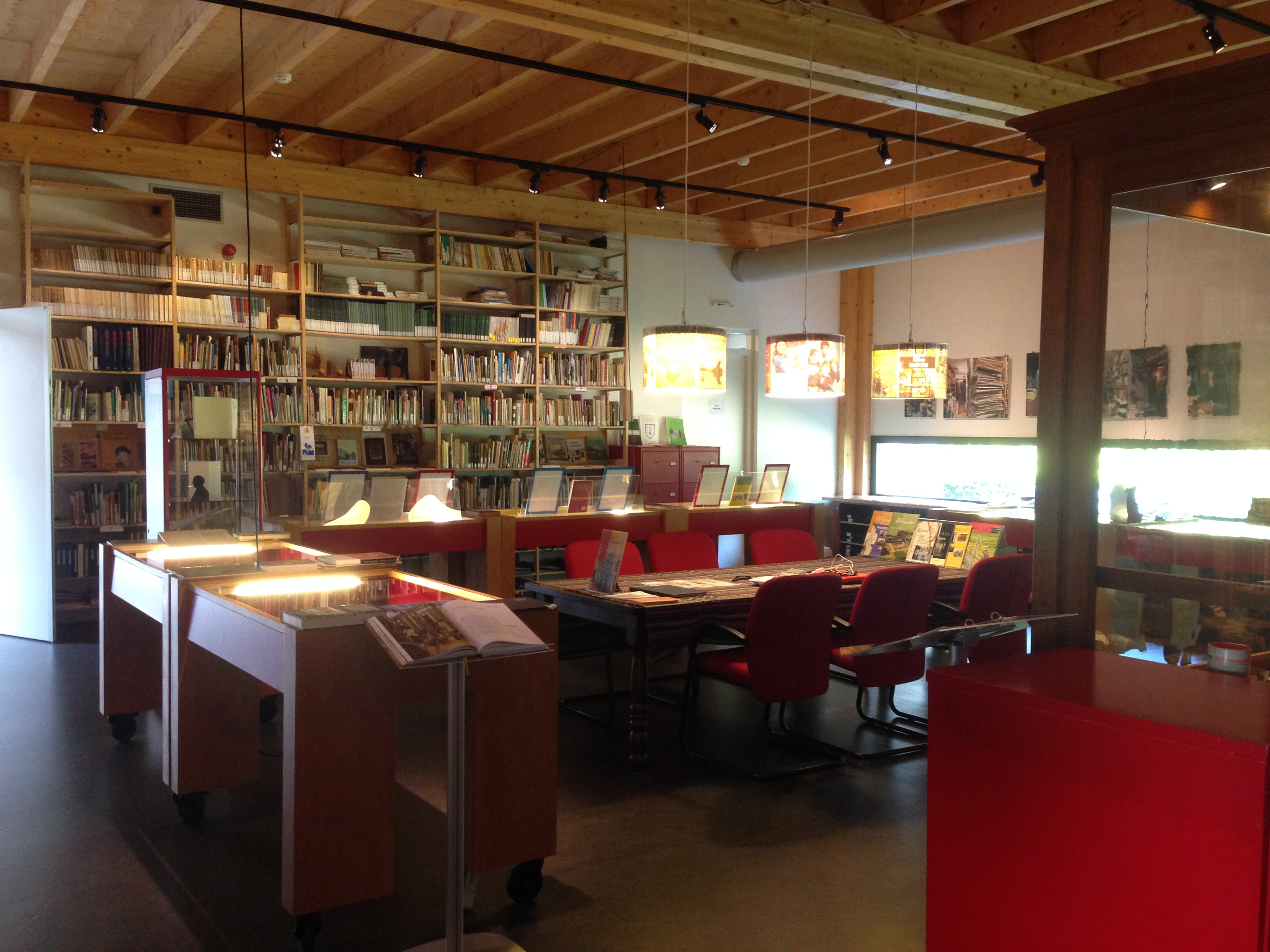
Collectión Brands
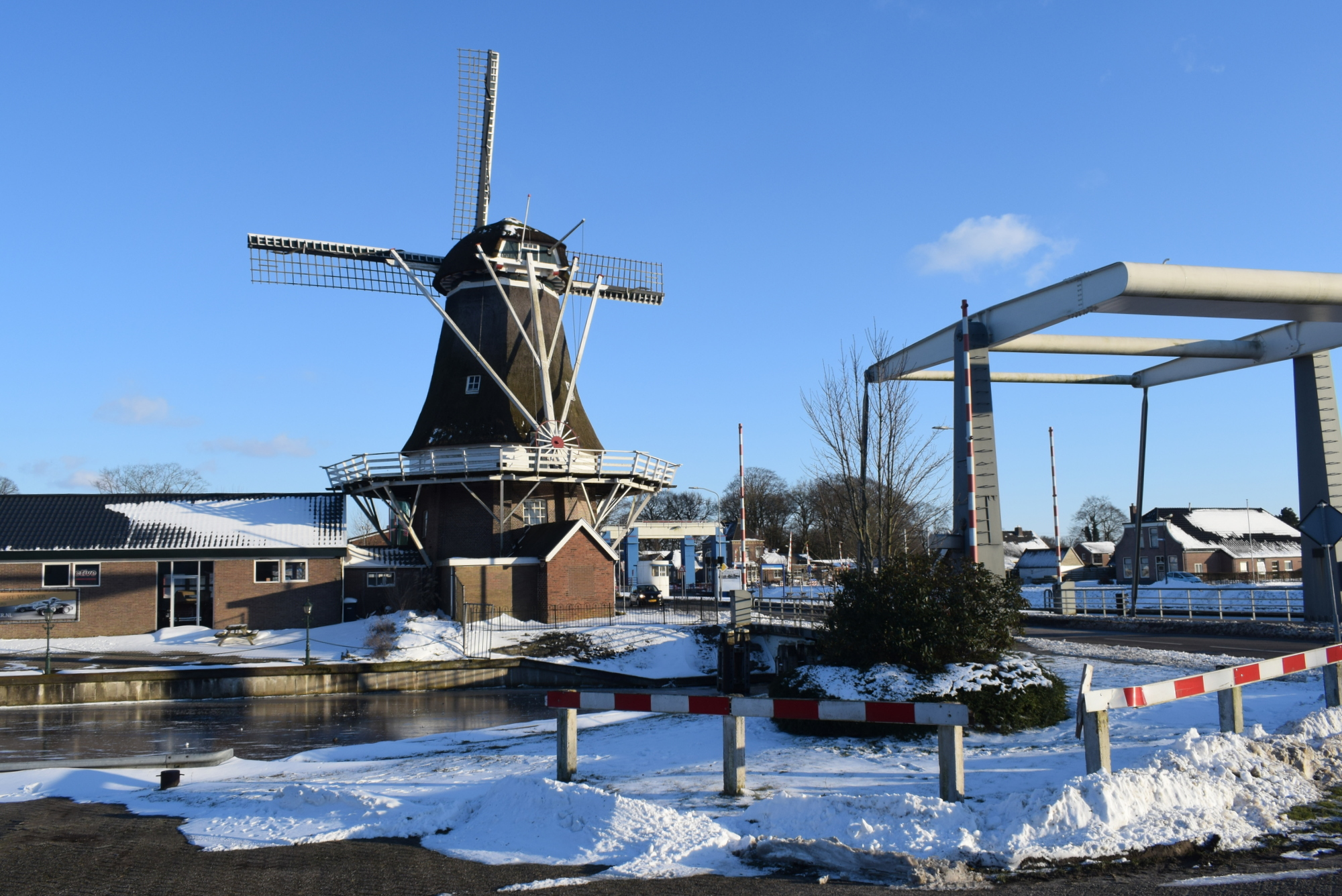
Veenoord